# Eugenia Joubert
Eugenia Joubert, właśc. fr. Eugénie Joubert  (ur. 11 lutego 1876 w Yssingeaux w Górnej Loarze, zm. 2 lipca 1904 w Liège) – francuska zakonnica, dziewica, błogosławiona Kościoła rzymskokatolickiego.
Urodziła się w pobożnej i wielodzietnej francuskiej rodzinie chrześcijańskiej. Jej rodzicami byli Piotr Joubert i Antonia Celle. Była czwartym z ośmiorga dzieci. Mając 12 lat przyjęła Pierwszą Komunię Świętą w rodzinnym mieście u sióstr Józefitek. W latach 1889–1892 uczęszczała do kolegium w Le Puy prowadzonego przez Siostry Notre Dame. W 1895 roku wstąpiła do Zgromadzenia Sióstr Świętej Rodziny od Serca Jezusa (fr. Congrégation de la Sainte-Famille du Sacré-Cœur), a w dwa lata później złożyła śluby zakonne. Nauczała dzieci katechizmu najpierw w Aubervilliers k. Paryża, a następnie w Saint Denis, gdzie sprawowała nowicjat, Le Puy oraz w Liège na terenie dzisiejszej Belgii. W kwietniu 1903 została przeniesiona do Rzymu, gdzie pomagała w założeniu nowemu domu zakonnego. Przebywała tu do maja 1904 roku.
Od 1902 roku zmagała się z gruźlicą. Zmarła w dwa miesiące po powrocie do Liège w wieku 28 lat w opinii świętości.
Jej relikwie spoczywają w kaplicy sióstr Świętej Rodziny od Serca Jezusa w Dinant.
Eugenia Joubert została beatyfikowana przez papieża Jana Pawła II 20 listopada w 1994 roku.
Jej wspomnienie liturgiczne obchodzone jest w dzienną pamiątkę śmierci.